# Ulrich Fox (Bildhauer)

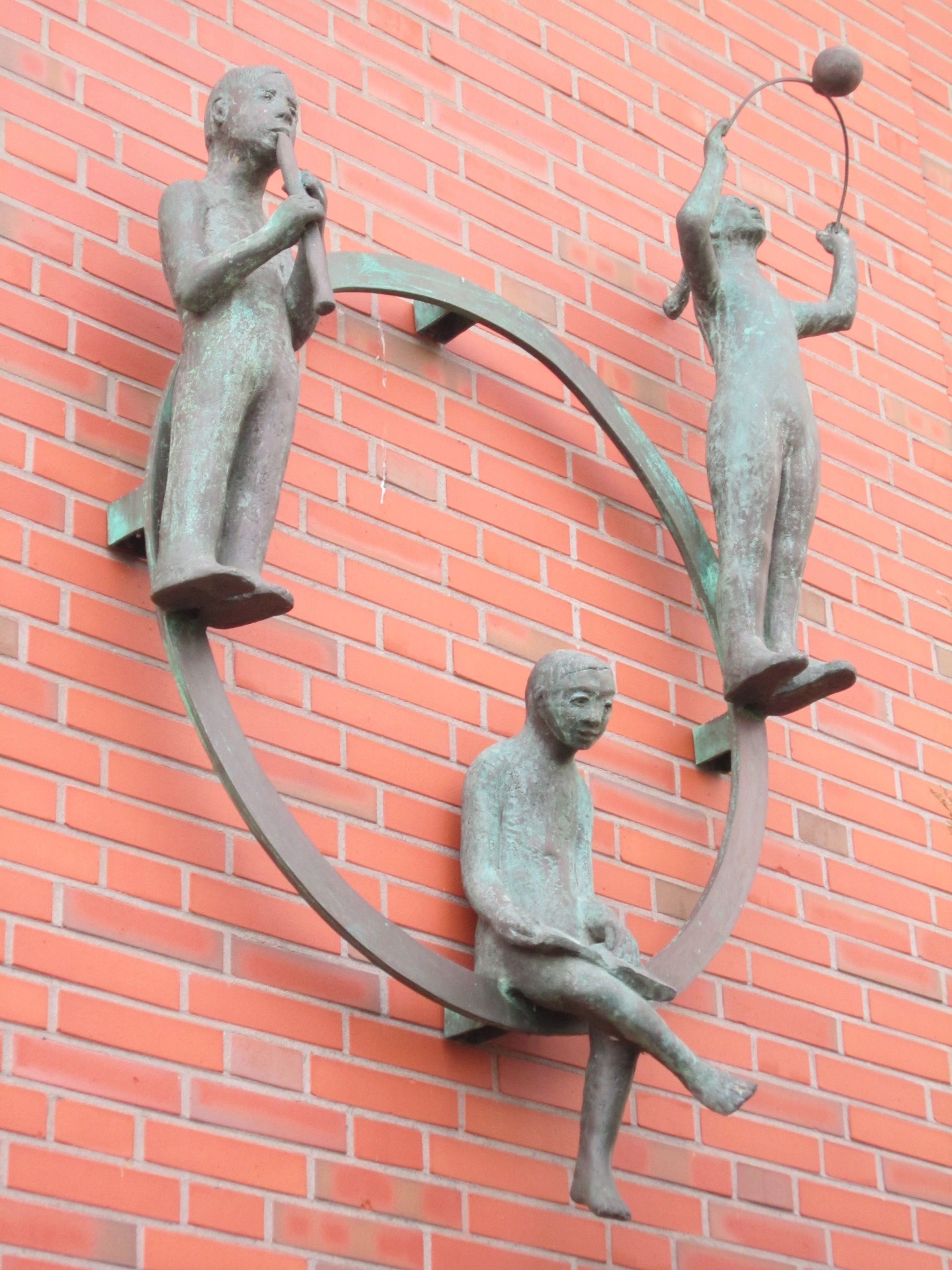
Bronze-Skulptur „Mythos“ an der Ostwand der Grundschule Damme, Teil des 1994 geschaffenen Skulpturenpfades

Ulrich Fox (* 1944 in Mehlsack, Ermland) ist ein deutscher Bildhauer und Graphiker.

## Leben
Von 1966 bis 1972 studierte Ulrich Fox Kunst/Kunsterziehung in Vechta, Göttingen und Freiburg. Von 1981 bis 1983 absolvierte er ein Studium an der Hochschule für Kunst und Musik in Bremen.
Ulrich Fox wohnt in Lohne (Oldenburg), wo sich in einer aufgegebenen ehemaligen Kaserne der Bundeswehr sein Atelier befindet. Er ist Gründungsmitglied des „Kunstvereins Wassermühle Lohne“.
Der Künstler ist nebenamtlich Dozent für Designpädagogik an der Universität Vechta. In dieser Eigenschaft unterstützt er gemeinsam mit Studierenden soziale Projekte.

## Werke

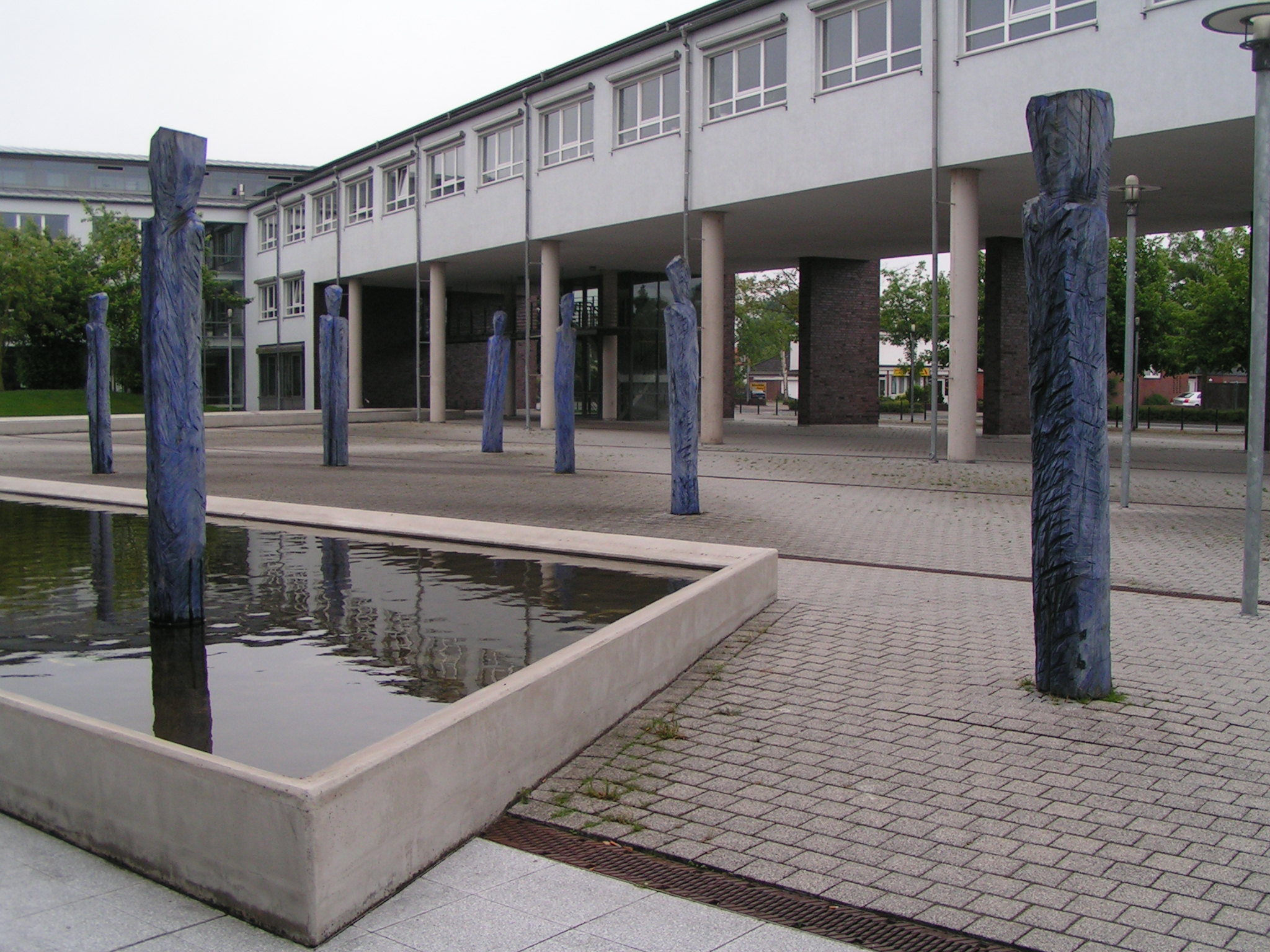
Holzstelen „Miteinander“ im Innenhof des Kreishauses Vechta

Seit 1981 beteiligt sich Ulrich Fox regelmäßig an Ausstellungen und Symposien. Einen Namen machte sich der Künstler vor allem durch sein Wirken bei dem Symposion „Natura e Morte“ in Imperia (1989, 1995 und 1996), dem 1. Bildhauer-Symposion der Stadt Northeim (1996), der „Skulptura 99“ der Stadt Freudenstadt (2000) und Symposien in Pieniężno (2001 und 2002). Im Jahr 2001 war er Vorsitzender der Jury für den Lovis-Corinth-Preis in Regensburg.
1997 gewann Ulrich Fox den ersten Preis im „Öffentlichen Wettbewerb Kunst am Bau, Kreistagsgebäude des Landkreises Vechta“. Das preisgekrönte Werk, zehn Holzstelen, ist im vorderen Innenhof des Kreishauses aufgestellt.
Im November 2006 wurde im Rathaus der Stadt Vechta die Ausstellung „Heine vis à vis“ mit Buchinstallationen der Malerin Gisela Fox-Düvell, Fox’ Ehefrau, und Graphiken von Ulrich Fox gezeigt. Die Ausstellung befasste sich mit Heinrich Heines Buch Deutschland. Ein Wintermärchen. Anschließend wurde die Ausstellung in der Klosterkirche Haselünne präsentiert.
Im Jahr 2009 gestaltete Ulrich Fox gemeinsam mit seiner Ehefrau eine Ausstellung mit Malerei und Collagen (Gisela Fox-Düvell) sowie Holzschnitten und Skulpturen (Ulrich Fox) mit dem Titel „Wohin – Hommage an Flüchtlingsmütter“ in den Räumen des Ostpreußischen Landesmuseums in Lüneburg und der Kreissparkasse Northeim.
Vom 6. Juli bis zum 29. September 2013 fand eine Ausstellung mit Skulpturen von Ulrich Fox und Bildern von Gisela Fox Düvell unter dem Titel „Novalis – auf der Suche nach der blauen Blume“ auf dem Gelände des Gräflichen Landsitzes Hardenberg statt.
Im Zusammenhang mit einer Ausstellung seiner Werke ließ Ulrich Fox im Jahr 2020 in Lohne eine bronzene Doppelfigur mit dem Titel „Begegnung“ neben dem Eingang zum Kunstverein Die Wassermühle aufstellen.

### Das Kruzifix ohne Hände in Rechterfeld / Vechta

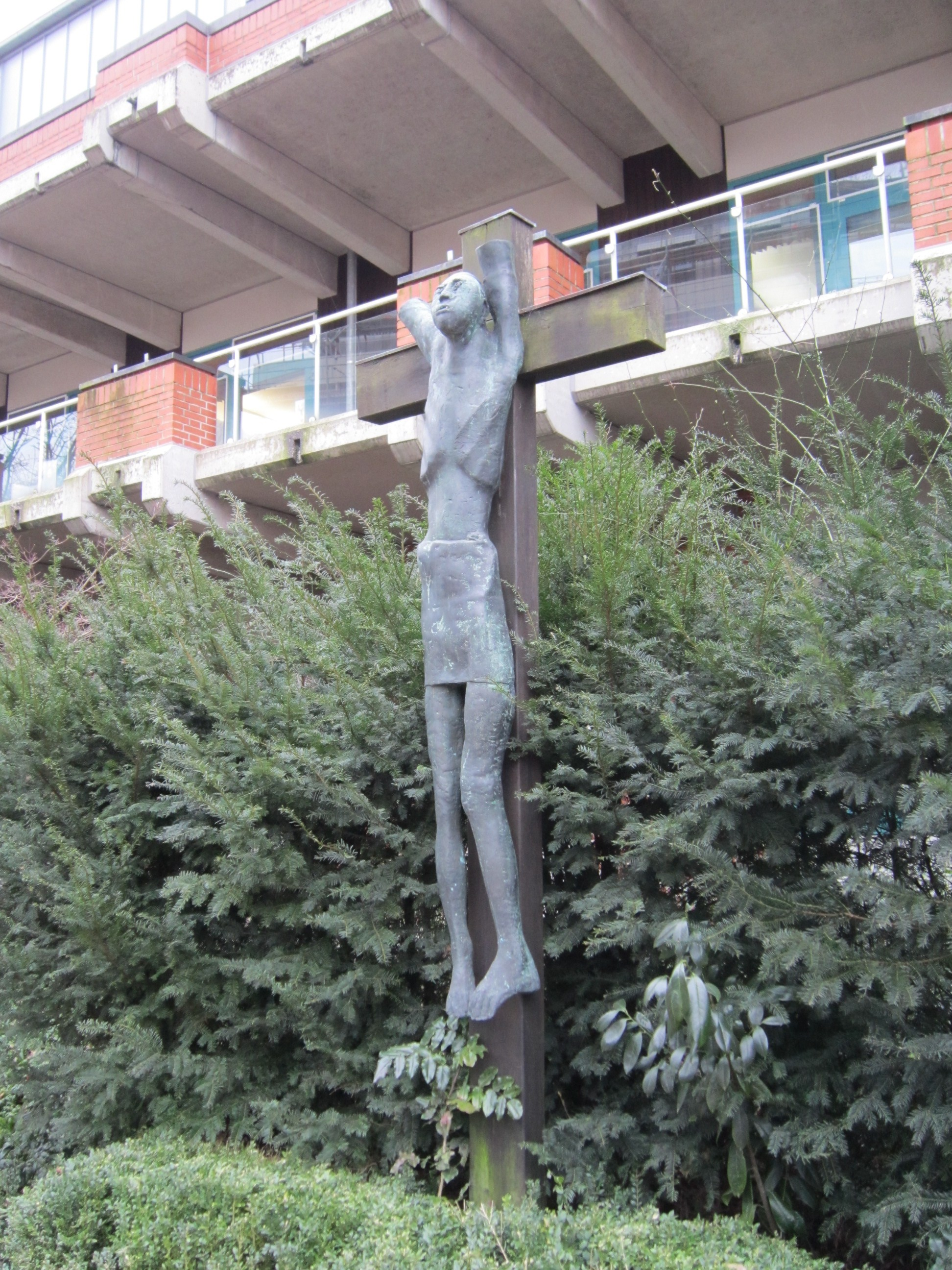
Kruzifix ohne Hände vor dem Marienhospital in Vechta

Für Aufsehen sorgte ein Bronze-Kruzifix, das Ulrich Fox in privatem Auftrag anfertigte und auf dem Grundstück seines Auftraggebers im Februar 1988 in Rechterfeld aufstellte. Das besondere Merkmal dieses Kruzifixes ist das Fehlen der Hände an den himmelwärts gereckten Armstümpfen. Der Künstler hatte sich zu dieser Darstellung durch ein Triumphkreuz in der Kirche St. Ludgeri in Münster inspirieren lassen, das im Zweiten Weltkrieg nach einem Bombenangriff beide Hände verloren hatte und unrestauriert als Mahnmal des Krieges in der Kirche verblieben war. Ferner hat Fox nach eigenem Bekunden den bereits im Mittelalter bekannten Spruch: „Ich habe keine anderen Hände als eure.“ im Sinne des Matthäus-Spruchs: „Was ihr für einen meiner geringsten Brüder getan habt, das habt ihr mir getan.“ darstellerisch umgesetzt. Das Projekt wurde aktiv von Reinhard Puche, Baudirektor beim Landkreis Vechta, unterstützt.
Schon bald regte sich Widerstand gegen die Kreuzanlage. Die Mitglieder der Pfarrgemeinde Rechterfeld forderten mehrheitlich ein „richtiges Kreuz“ als Ersatz für Fox’ Kunstwerk. Auf Betreiben der Gemeinde St. Georg in Vechta wurde der Standort des Kruzifix an das Kinderkrankenhaus des Marienhospitals in Vechta verlegt. Die Diskussionen über das Kruzifix rissen nicht ab. Ende September 2006 wurde das Korpus gestohlen. In der Nacht vom 9. auf den 10. Oktober 2006 wurde es im Gebüsch vor dem Krankenhaus abgelegt. Seitdem steht es an dem vorgesehenen Platz vor der Klinik.
Der Vorfall löste eine Flut von Leserbriefen in der Lokalpresse aus. Karl Josef Lesch, Theologie-Professor an der Universität Vechta, plädierte für eine positive Rezeption des Kruzifix:
„Ja, der Künstler will pro-vozieren, im eigentlichen Sinn des Wortes: herausrufen, aus dem schläfrigen Trott des Alltags wachrütteln. […] Die Kunst will nicht nur zum Nachdenken anregen, sondern auch zum Handeln aufrufen: Die fehlenden Hände des Christuskorpus sind ein solcher Aufruf, ein Appell zur Nächstenliebe, zur Pflege von Kranken, zum Trösten von Traurigen. In den Kranken, Hungernden, Gefangenen, Obdachlosen und Fremden begegnen wir Christus selbst.“

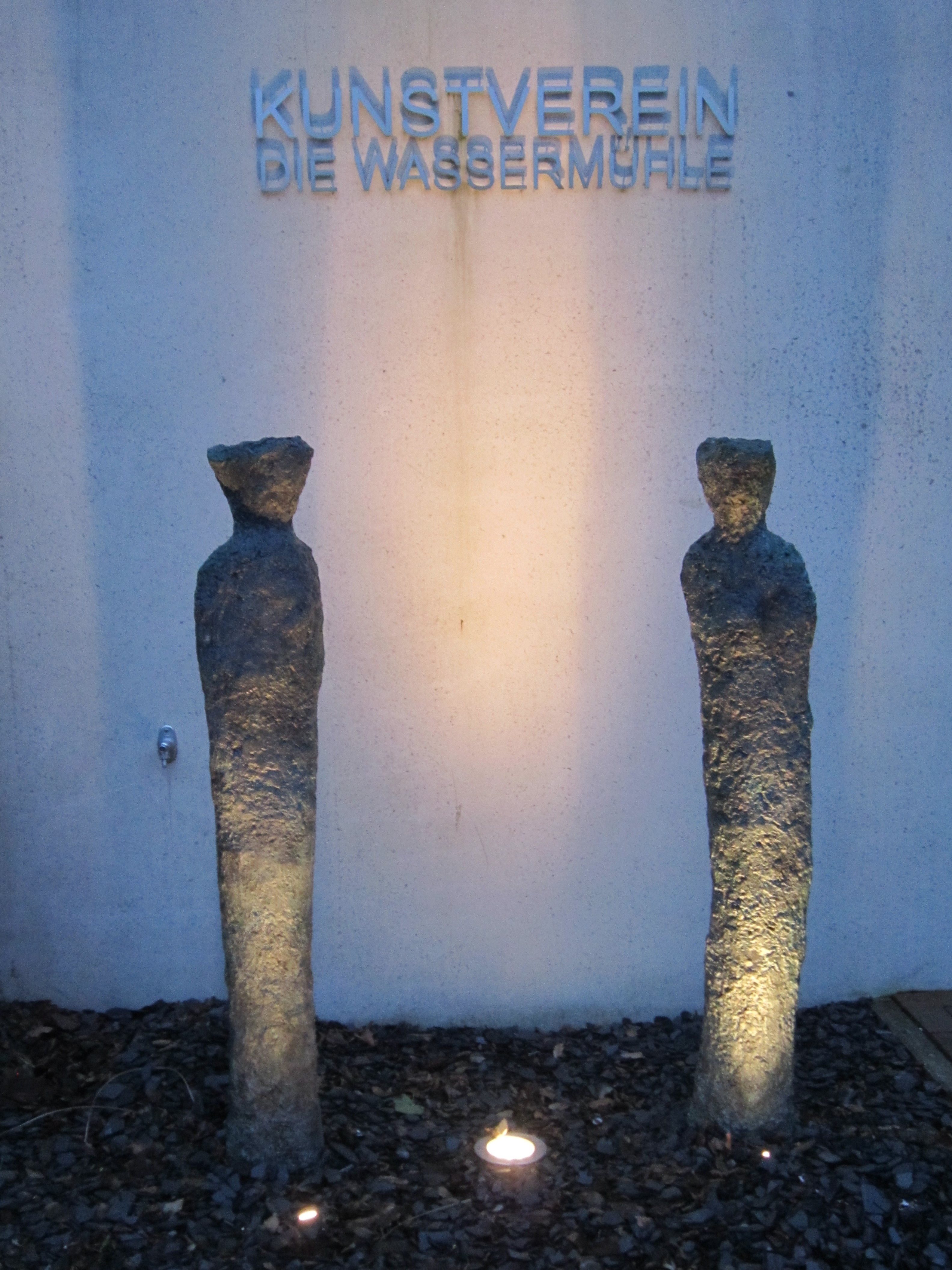
Bronzene Doppelfigur Begegnung beim Eingang zum Kunstverein Die Wassermühle (2020)